# مسعود فروغی
مسعود فروغی (۱۲۹۲–۱۳۵۹ تهران) سفیر در مراکش، وزارت مشاور و معاون نخست‌وزیر در دولت علی امینی بود.
مسعود فروغی فرزند محمدعلی فروغی ذکاءالملک در سال ۱۲۹۲ در تهران به دنیا آمد. در رشته علوم سیاسی لیسانس گرفت، وی مدتی در وزارت خارجه و سازمان برنامه فعالیت کرد. وی مدتی نزد به عنوان سفیر ایران در مراکش حضور داشت و سپس در دولت علی امینی به سمت وزارت مشاور و معاون نخست‌وزیر انتخاب شد. پس از آن به شرکت نفت رفت و مسئولیتهایی مانند قائم‌مقامی مدیرعامل، قائم‌مقام مدیر عامل در خوزستان و رئیس هیئت بازرسی را بر عهده گرفت.
وی در بهمن سال ۱۳۵۹ بر اثر بیماری طولانی مدت در تهران درگذشت. او همسری خارجی داشت و یک فرزند بنام ایرج از مسعود فروغی باقی ماند.